# Anežka z Kuenringu
Anežka z Kuenringu, narozená zřejmě kolem roku 1236, byla dvorní dámou Markéty Babenberské a milenkou jejího manžela, krále Přemysla Otakara II. Stala se první historicky doloženou milenkou českého panovníka.

## Život
Když se 11. února 1252 Přemysl Otakar II. oženil s téměř padesátiletou Markétou Babenberskou, která mohla být věkově jeho matkou, jako devatenáctiletý pohledný mladík jí samozřejmě věrný nebyl. Markéta se na milostné avantýry svého manžela dívala shovívavě. Mezi jejími dvorními dámami si jeho přízeň získala nejpůvabnější dívka pocházející z jednoho z mocných rakouských rodů. Za Anežku z Kuenringu, což byl rod, který Přemyslovi pomohl k rakouskému vévodství, ji ovšem označují až později kroniky. Vlastně i to, že byla Markétinou dvorní dámou, je spíše logický závěr. Zrzavá Anežka byla přezdívaná Palceřík díky svému krátce střiženému pážecímu účesu.
Je možné, že Markéta manželovi sama dohodila milenku.
| „                           | Protože byla (Markéta) neplodná, připisovala hanu neplodnosti manželovi. Když se to její manžel Přemysl dozvěděl, řekl jí: Dej mi jednu ze svých dívek a během roku vyzkoušíš mou potenci nebo impotenci. Ona souhlasila a dala mu jednu z dívek, kterou milovala více než ostatní, dceru pana z Kuenringu z Rakous. V prvním roce s ní zplodil syna Mikuláše, jehož později učinil vévodou opavským … Kromě toho s ní zplodil tři dcery, z nichž jednu dal panu ze Strakonic, druhou panu z Vartenberka, třetí konečně dal panu Vackovi z Kravař. A tak hana neplodnosti, přikládaná dříve manželovi, byla připsána manželce. | “ |
| — Přibík Pulkava z Radenína | |   |

Poměr krále a jeho milenky byl dobře znám (nejen současníkům) a Anežka možná doprovázela Přemysla i při slavnostních příležitostech místo stárnoucí Markéty.
Ze vztahu s Přemyslem, který zřejmě začal už krátce po jeho svatbě s Markétou, se Anežce narodily tři nebo čtyři děti, syn – budoucí vévoda Mikuláš Opavský (kolem roku 1254), dcery Anežka (manžel Bavor II. ze Strakonic) a Eliška (manželé Oldřich z Drnholce, Jindřich V. z Kuenringu a Vikart z Polné) a možná ještě jedna dcera neznámého jména.
Papež Alexandr IV. sice roku 1260 uznal legitimitu královských levobočků, ale zároveň odmítl případné Mikulášovy nároky na český trůn (žádost byla jediným opravdovým důkazem o existenci Anežky). Otakar situaci vyřešil svatbou s mladou uherskou princeznou Kunhutou. Písemné zprávy o Přemyslově milence mlčí, ale pravděpodobně ode dvora odešla s průvodem královny Markéty během října 1261.